# The Devil You Know (album, Heaven & Hell)
The Devil You Know je jediné studiové album heavymetalové skupiny Heaven & Hell, vydané v dubnu 2009 společnostmi Rhino Records a Roadrunner Records. Po albech Mob Rules (1981) a Dehumanizer (1992) – vydaných pod hlavičkou Black Sabbath – jde o třetí album, které nahrála sestava Ronnie James Dio (zpěv), Tony Iommi (kytara), Geezer Butler (baskytara) a Vinny Appice (bicí). Produkovali jej Dio, Iommi a Butler, a je Diovým posledním albem (zemřel v následujícím roce). Nahráno bylo ve studiu Rockfield ve Walesu, kde vzniklo také album Dehumanizer. Umístilo se na 21. příčce britské hitparády (UK Albums Chart), v americké Billboard 200 dosáhlo osmé příčky.

## Seznam skladeb
Autory všech písní jsou Ronnie James Dio, Tony Iommi a Geezer Butler.
| Pořadí         | Název                 | Délka |
| -------------- | --------------------- | ----- |
| 1.             | Atom and Evil         | 5:15  |
| 2.             | Fear                  | 4:48  |
| 3.             | Bible Black           | 6:29  |
| 4.             | Double the Pain       | 5:25  |
| 5.             | Rock and Roll Angel   | 6:02  |
| 6.             | The Turn of the Screw | 5:02  |
| 7.             | Eating the Cannibals  | 3:37  |
| 8.             | Follow the Tears      | 6:12  |
| 9.             | Neverwhere            | 4:35  |
| 10.            | Breaking Into Heaven  | 6:53  |
| Celková délka: | Celková délka:        | 54:01 |

## Obsazení
- Ronnie James Dio – zpěv
- Tony Iommi – kytara
- Geezer Butler – baskytara
- Vinny Appice – bicí